# 索爾克阿勒山
13°10′48″N 41°43′30″E / 13.18°N 41.725°E

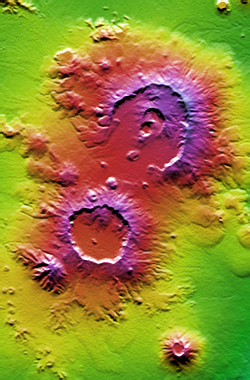

索爾克阿勒山是埃塞俄比亞的火山，位於該國東北部阿法爾州，處於首都亞的斯亞貝巴東北面600公里，海拔高度1,575米，每年平均降雨量222毫米。